# Claude Jules Isidore Manéque
Claude Jules Isidore Manéque (Oloron, 1 dicembre 1812 – Noisseville, 1 settembre 1870) è stato un generale francese.

## Biografia
Figlio di un ufficiale d'esercito e fratello minore del futuro generale di divisione Aimé Manèque, Claude frequentò la scuola militare di Saint Cyr tra il 1830 ed il 1832, passando poi alla scuola per lo stato maggiore. Promosso tenente il 1º gennaio 1838, venne unito al 7º Reggimento corazzieri, passando poi al 6º.
Promosso capitano il 2 gennaio 1842, rimase in servizio in Francia sino al 1848 quando venne nominato aiutante di campo del generale Pierre Alexandre Jean Mollière col quale prese parte alla campagna militare a Roma (aprile 1849-gennaio 1850).
Il 30 giugno di quell'anno ricevette la Legion d'onore. Venne inviato quindi in Algeria come aiutante di campo del generale Rambaud e poi del generale d'Hautpoul, governatore della colonia francese.
Manèque prese quindi parte alla Guerra di Crimea nel 1854 come membro dello stato maggiore dell'armata francese. Ferito nella battaglia di Inkerman (5 novembre 1854), venne promosso capitano di squadrone il 24 novembre di quello stesso anno. Dopo la battaglia di Malakoff venne promosso ufficiale della Legion d'onore. Tornato in Francia, venne unito allo stato maggiore della 2^ divisione di fanteria della guardia imperiale.
Durante la campagna d'Italia del 1859, venne nominato tenente colonnello il 10 maggio 1859, vice capo di stato maggiore del 1° corpo d'armata e venne ferito nel corso della battaglia di Solferino (24 giugno 1859). Di ritorno in Francia, venne unito allo stato maggiore e nominato sotto capo di stato maggiore del corpo spedizionario in Messico nel 1863.
Promosso colonnello il 14 gennaio 1863, nel settembre del 1864 fece ritorno in patria e venne nominato capo dipartimento del ministero della guerra e capo di stato maggiore di una divisione di fanteria della guardia imperiale (agosto 1866).
Nominato generale di brigata il 2 agosto 1869, ottenne il comando della brigata di Bouches-du-Rhone.
Nel 1870, venne nominato capo di stato maggiore del 3º Corpo d'armata e l'11 agosto, con la promozione a maggiore generale, ottenne il comando del 2º, 3º e 4º Corpo d'armata dell'armata del Reno. Ferito mortalmente il 1º settembre 1870 durante la battaglia di Noisseville (presso Metz, venne poi sepolto presso il cimitero di Saint Julien non lontano da Metz).